# Friedrich Bergammer
Friedrich Bergammer (eigentlich Friedrich Glueckselig; geboren am 18. Dezember 1909 in Wien, Österreich-Ungarn; gestorben am 9. Oktober 1981 in New York City) war ein österreichischer Lyriker und Kunsthändler.

## Leben
Bergammer war der Sohn eines Wiener Kunsthändlers, sein jüngerer Bruder war der US-amerikanische Grafiker Leo Glueckselig. Er begann ein Studium an der Universität Wien, absolvierte dann aber von 1926 bis 1931 eine Ausbildung als Kunsthändler in Paris. Danach arbeitete er in der Firma seines Vaters und war als Kunstexperte tätig. Als Jude 1938 kurzzeitig inhaftiert, gelang ihm im Dezember die Flucht in die USA, wo er sich als Kunsthändler und Experte für ostasiatische Kunst in New York etablieren konnte. Auch seine Eltern entkamen der Naziverfolgung. 1939 hatte er seine spätere Frau Gaby Netter kennen gelernt, die er 1942 heiratete. Nach dem Tod des Vaters 1952 wurde er alleiniger Inhaber der Kunsthandlung M. Glückselig and Son, die er bis zu seinem Tod führte.
Bereits der 17-jährige Bergammer war von Hugo von Hofmannsthal zum Schreiben ermuntert worden. 1926 war ein erster Gedichtband erschienen und in den 1930er Jahren gehörte er zum Kreis um Hermann Hakel und Ernst Schönwiese, publizierte Gedichte in Die Brücke und den Literarischen Monatsheften und war 1935 Mitbegründer von Schönwieses Literaturzeitschrift Das Silberboot. 
Nach dem Untergang des Dritten Reiches konnten die Kontakte zu den in Österreich gebliebenen Freunden wieder aufgenommen werden. So wurde er nach 1947 erneut Mitarbeiter des wieder gegründeten Silberboots, außerdem veröffentlichte er in der von Hakel herausgegebenen Zeitschrift Lynkeus. In New York nahm er regelmäßig am Oskar-Maria-Graf-Stammtisch teil. 1959 kehrte Bergammer erstmals nach Wien zurück. 
Am 9. Oktober 1981 starb Bergammer an den Folgen eines Schlaganfalls. Seine Asche wurde im Ferncliff Cemetery in Hartsdale, New York, beigesetzt.

## Würdigungen
- 1980 Theodor-Körner-Preis

## Werke
- Aus meiner Einsamkeit. 15 Gedichte. Wien 1926 (als Fritz Glückselig).
- Hermann Hakel (Hrsg.): Stimmen der Zeit. Fünf Lyriker: Friedrich Bergammer, Fritz Brainin, Rudolf Felmayer, Johann Gunert, Hermann Hakel. Anzengruber, Wien 1938.
- Von Mensch zu Mensch. Mit 6 Zeichnungen von Kurt Moldowan. Desch, München 1955.
- Die Fahrt der Blätter. Bergland, Wien 1959.
- Flügelschläge. Bergland, Wien 1971.
- Momentaufnahmen. Bergland, Wien 1981.
- Die vorletzte Stummheit. Grasl, Baden bei Wien 1984.
- Die Kramschachtel. Aphoristische Prosa aus dem Nachlass. Hrsg. von Gabriele Bergammer und Ernst Schönwiese. Edition Roetzer, Wien-Eisenstadt 1991.